# Pixarus
Pixarus is een sky fly in het Nederlandse Attractiepark Toverland. De attractie opende op 1 juli 2023 in het themagebied Avalon.

## Geschiedenis

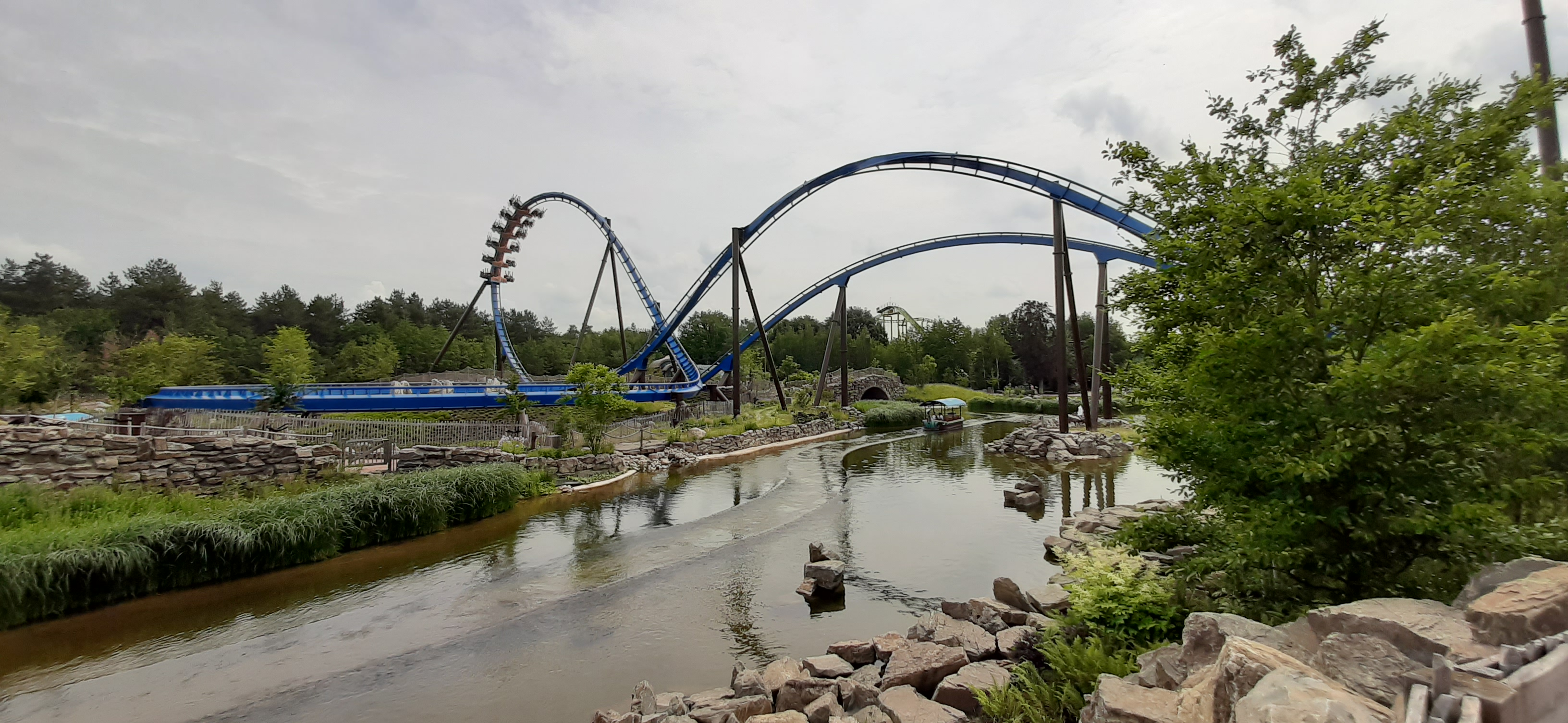
Avalon, nog zonder Pixarus (2020)

Op de locatie van Pixarus stond voorheen een aantal stenen met inscriptie. Deze zijn verplaatst naar het grasveld bij de laatste bocht van achtbaan Fēnix. 
Op 7 juli 2018 opende het themagebied Avalon, bestaande uit twee attracties, een speeltuin en restaurant. Een paar jaar later vond het attractiepark dat bezoekers te kort in dit gebied verbleven. Als oplossing werd gekozen om het themagebied uit te breiden met vier attracties, waaronder Pixarus. Al eerder waren er geruchten over deze uitbreidingen naar de media gelekt. Toverland had diverse ontwerpen en attractietypes bedacht voor de locatie van Pixarus. In een van de eerdere plannen waren een vrijevalattractie en starflyer te zien. Ook was in de eerste ontwerpen van de attractie gekozen voor een ruïne-achtige omgeving. Uiteindelijk koos men voor een sky fly.
De bouw van de attractie begon in de zomer van 2022. Hiervoor moest de achtbaan Fēnix soms tijdelijk worden gesloten, daar de attractie gebouwd werd in het midden van de helix. In september werd de Pixarus officieel aangekondigd, waarbij ook alle details werden vrijgegeven. In maart 2023 werden de onderdelen geleverd. Van de bouw van de attractie werd een achter-de-schermendocumentaire gemaakt. 
Op 30 juni werd de Pixarus, tezamen met de rest van de uitbreidingen, geopend voor genodigden. Op 1 juli werden de eerste reguliere bezoekers toegelaten.

## Technische gegevens
Pixarus is een sky fly-attractie van de Duitse fabrikant Gerstlauer. Het is de tweede attractie van dit type in Nederland - de eerste was de in 2016 geopende attractie Wild Wings in het Wassenaarse attractriepark Duinrell. Pixarus biedt per rit plaats aan 12 personen. Iedere persoon zit in zijn eigen vliegtuigje. Bezoekers kunnen door middel van de hendels naast hun zitplaats bepalen of ze wel of niet over de kop willen. Tijdens de rit bereiken bezoekers een hoogte van 22 meter met een topsnelheid van 30 km/u. De attractie zelf is 27 meter hoog. Aan de pilaar waaraan de vliegtuigjes vastzitten, hangt een contragewicht dat gedecoreerd is als toverketel. Ook de wachtrij van de Pixarus is gedecoreerd: hier wordt het verhaal achter de attractie verteld. Bij de uitgang van de Pixarus hangt een scherm waarop per vliegtuigje te zien is hoeveel inversies er zijn gemaakt.

## Verhaal
Voor Pixarus heeft Toverland een bijbehorend achtergrondverhaal bedacht. Pixarus fungeert als toverschool van tovenaar Merlijn. Merlijn ziet de bezoekers als leerlingen van zijn school. In de vliegtuigjes leert Merlijn de bezoekers vliegen.

## Galerij

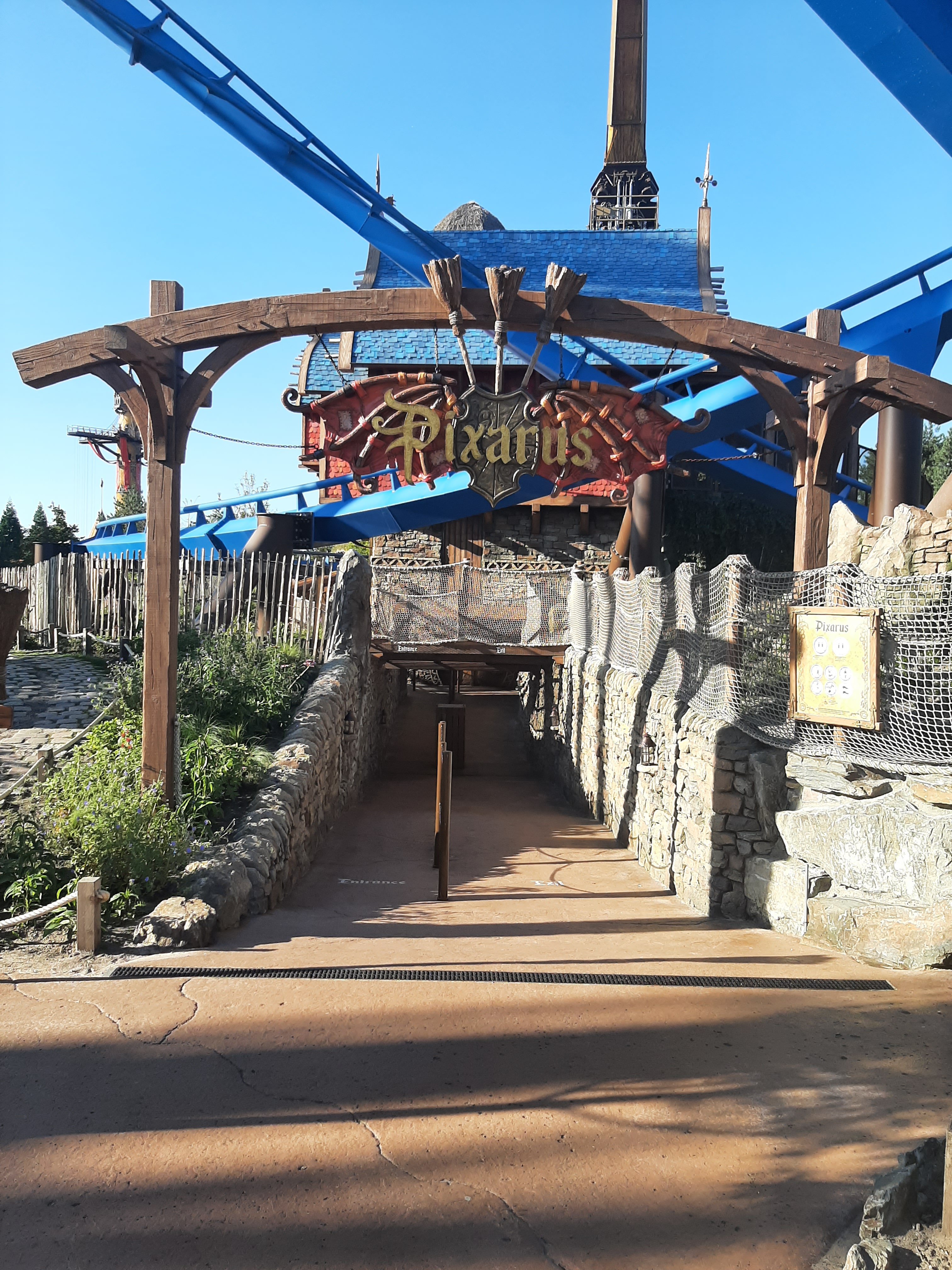
Entreegebouw
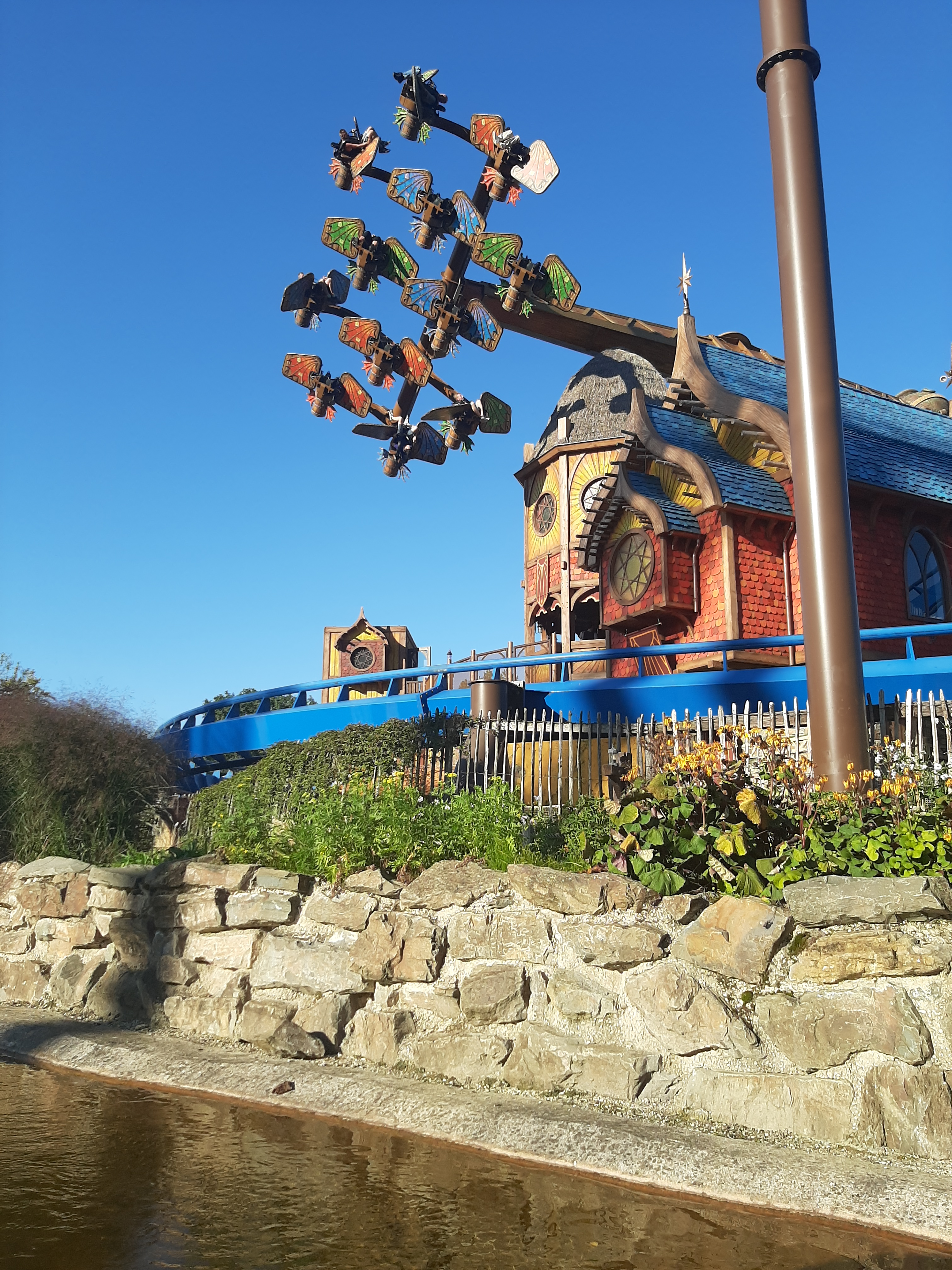
Attractie in werking, gezien vanuit Merlin's Quest
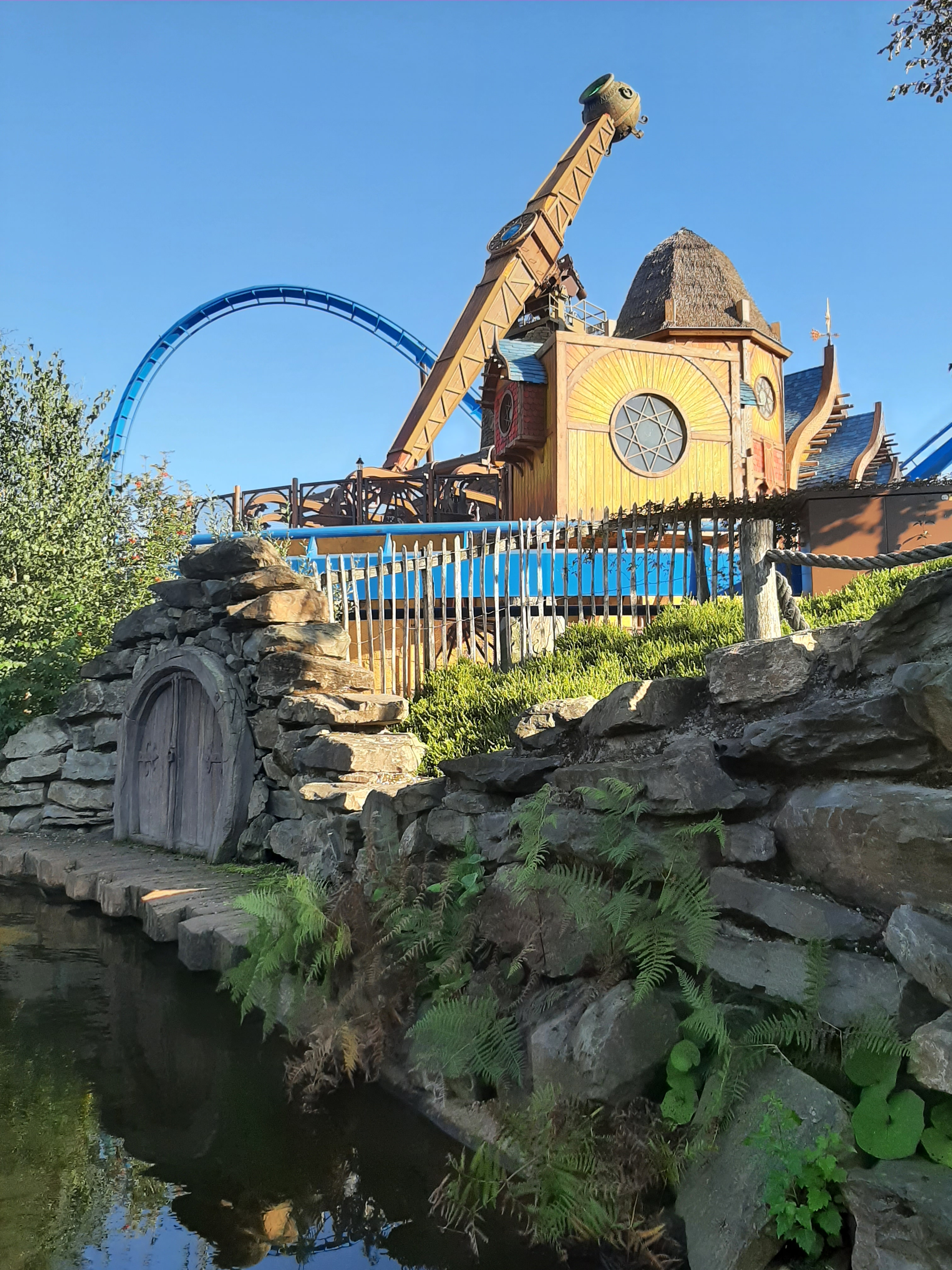
Attractie in rust